# メリンダ・ワグナー
メリンダ・ワグナー（メリンダ・ワーグナー、Melinda Wagner, 1957年 - ）は、アメリカ合衆国の作曲家。
フィラデルフィアの出身で、シカゴ大学およびペンシルベニア大学を卒業。ジョージ・クラムらに教わる。1997年に『フルート、弦楽、パーカッションのための協奏曲』でピューリッツァー賞 音楽部門を受賞した。
他に、『Falling Angels』（1992年）、『Extremity of Sky』（2002年）、『トロンボーン協奏曲』（2007年初演）といった作品がある。